# Passage Chanvin
Le passage Chanvin est une voie du 13e arrondissement de Paris, en France.

## Situation et accès
Le passage Chanvin est situé dans le 13e arrondissement de Paris. Il débute au 147, rue du Chevaleret et se termine au 14, rue de Vimoutiers.

## Origine du nom
La voie tire son nom de celui d'un propriétaire.

## Historique
Le passage est créé en 1888 et ouvert à la circulation publique le 23 juin 1959.